# Athetis immixta
Athetis immixta là một loài bướm đêm trong họ Noctuidae.